# Новоукраинка (Волынская область)
Новоукра́инка (укр. Новоукраїнка) — село в Колковской поселковой общине Луцкого района Волынской области Украины.
До 2020 года входило в Маневичский район.
Код КОАТУУ — 0723685904. Население по переписи 2001 года составляет 211 человек. Почтовый индекс — 44665. Телефонный код — 3376. Занимает площадь 9,55 км².